# Зоран Милановић (музичар)
Зоран Милановић (Крагујевац, 7. октобар 1952) басиста је групе Смак и један од оснивача исте. Часопис Џубокс га је изабрао за басисту године 1977. и 1978.
Пре групе Смак, свирао је и у крагујевачкој групи Сенке.
Такође је сарађивао са гитаристом ЈУ групе Батом Костићем.
После 1992. године се повлачи из активног учешћа у музици.